# Terror (album)
Pour les articles homonymes, voir Terror.
Albums de Loudness
Biosphere
(2002) Racing
(2004)
TERROR ～剥離～ est le 18e album studio du groupe japonais Loudness sorti en 2004.

## Liste des morceaux
1. Pharaoh - 7:08
2. Cyber Soul - 5:34
3. Life After Death - 5:01
4. Let's Free Our Souls - 4:37
5. Detonator - 3:09
6. Cross - 8:47
7. About To Kill - 4:46
8. Double- Walker - 6:36
9. City Of Vampire - 5:57
10. Seventh Heaven - 4:30
11. Terror - 4:46

### Loudness
- Minoru Niihara - Chants
- Akira Takasaki - Guitare
- Masayoshi Yamashita - Basse
- Munetaka Higuchi - Batterie